# Памятник Михаилу Лазареву (Сочи)
Памятник Михаи́лу Петро́вичу Ла́зареву — памятник одному из первооткрывателей Антарктиды, участнику Отечественной войны 1812 года, русскому флотоводцу, адмиралу, мореплавателю, командующему Черноморским флотом установленный в Лазаревском районе города Сочи.

## Описание
Памятник находится в Лазаревском районе города Сочи, район железнодорожного вокзала станции Лазаревская.
Памятник представляет собой постамент из натурального тесаного камня высотой 2,5 метра, у подножья которого находится железный якорь, на постаменте установлен бронзовый бюст М. П. Лазарева в военной форме. Высота скульптуры 1 метр 10 сантиметров. На мраморной табличке прикрепленной к постаменту имеется надпись:
```
Адмирал Михаил Петрович Лазарев 1788 - 1851
[
4
]
.
```

## История памятника
Памятник установлен в 1954 году по проекту скульптора-монументалиста И. П. Шмагуна.
В августе 1990 года на сессии районного Совета депутатов п. Лазаревское, после обращения общественной организации причерноморских шапсугов «Адыгэ Хасэ» с требованием убрать памятник на родину полководца в город Владимир, было принято решение о демонтаже памятника.
Распоряжением главы администрации Лазаревского района № 102-Р от 06.06.2003 г. 12 июня 2003 года после торжественного молебна и митинга памятник М. П. Лазареву был заново установлен и открыт в том же месте, где находился до его сноса.